# Castel Frentano
Castel Frentano (Castellenòve in abruzzese, Castannove in dialetto locale) è un comune italiano di 4 188 abitanti della provincia di Chieti in Abruzzo. Fino al 1862 era chiamato Castel Nuovo, e la dicitura del nome cambiò per la confusione con altri comuni italiani di nome "Castelnuovo", optando per l'aggettivo in memoria dell'antico popolo italico dei Frentani.

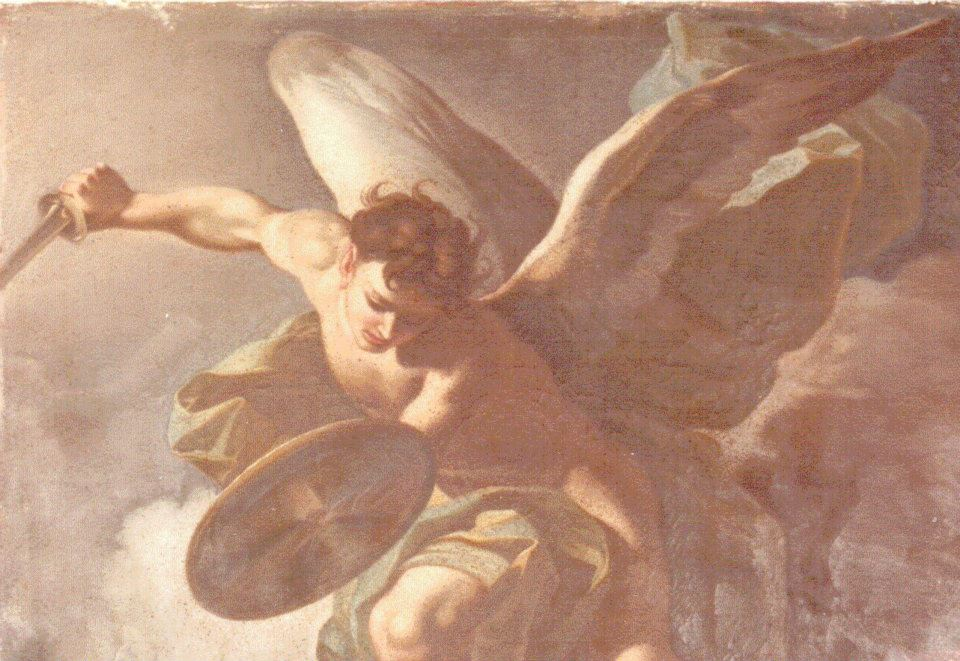
Olio su tela di Francesco Solimena: particolare della Cacciata degli angeli ribelli dal Paradiso, Santuario dell'Assunta, sagrestia.

## Storia

### Età antica
Da scavi archeologici condotti dalla Soprintendenza per i beni archeologici dell'Abruzzo, la zona adiacente Castel Frentano risulta abitata già dal Neolitico, come dimostrano i resti di capanne di questo periodo. Una necropoli risalente al IV secolo a.C. ed un mosaico del I-II secolo d.C. dimostrano una continuità abitativa dei territori del comune in piccoli abitati.

### Medioevo
Con l'inizio del Medioevo si hanno le prime citazioni scritte di abitati nel territorio
- La Faricciola, di origine longobarda, viene citata in documenti notarili fino al Cinquecento. Forse è da localizzare con la collina delle Morge (da non confondere con Le Morge, stabilimento balneare nei pressi) vicino alla stazione ferroviaria;[7]
- Casale Lentesco, da rintracciare in corrispondenza dell'attuale contrada Lentesco, è menzionato in un diploma del 1195 di Enrico VI[7]; nel 1105 come castello era stato già donato da tal Riccardo di Lanzolino all'Abbazia benedettina di Farfa.[8]
- Casale San Tommaso, oggi conosciuto come colle san Tommaso, è ugualmente citato nello stesso documento;[7]
- Castrum Octaviani, successivamente chiamato Guasto o Vasto inferiore, è citato in un documento del 1087 riguardante una transazione tra Raginulfo vescovo di Chieti e Giovanni, abate dell'abbazia di San Giovanni in Venere.[7]

Il nucleo principale subì la stessa sorte di molti paesi montani italiani, che subirono il fenomeno dell'incastellamento, con gli abitanti delle campagne che si spostarono progressivamente nel nucleo fortificato. Il castello potrebbe essere stato costruito tra l'epoca carolingia e l'XI secolo. Giovan Battista Pollidori afferma che il centro venne costruito dai conti di Teate, invece il De antiquitatibus Frentanorum attesta di aver scorto in una nota di un antifonario che il baluardo fu eretto da Trasmondo I, duca di Spoleto, marchese di Camerino e duca di Teate del quale si hanno notizie tra il 959 ed il 987.
Tra il XIV ed il XV secolo il paese fu chiamato Castrum Novum.

### Età moderna
Nel 1633 entrò in possesso della famiglia Bonanni per passare l'anno seguente ai Brancaccio.
Il feudo era di proprietà della città di Lanciano, che lo vendette contro le disposizioni aragonesi per questioni economiche. Nel XVII-XVIII sec, a Castel Nuovo si sviluppano dei casati locali che acquisteranno il titolo nobiliare, i Crognale Marchesi di Castelnuovo, i Vergilj, i Lauro, i Caporali. Nel 1656 il paese è flagellato dalla peste, i frati Cappuccini di Lanciano si daranno molto da fare per fornire assistenza agli ammalati. 

### Dall'Unità d'Italia ai giorni nostri
Il paese, contrario all'invasione sabauda, manifestò il proprio dissenso a favore del Regno Di Napoli e delle Due Sicilie ammainando in una sera del 1861 il tricolore sul campanile parrocchiale ed issando l'antica bandiera borbonica. Il paese si o ad allora era noto col toponimo "Castel Nuovo", che fu cambiato nel 1864 in Castel Frentano per evitare casi di omonimia con altri comuni del Nuovo Regno.
Il 31 luglio 1881 una frana distrusse parte del centro storico del paese nell'area orientale. Nel secolo seguente furono necessari interventi di rafforzamento della zona franosa.
Durante la prima guerra mondiale persero la vita 116 abitanti del comune, la successiva crisi economica favorì l'emigrazione.
Nei primi anni della seconda guerra mondiale, tra il 1940 e 1943, Castel Frentano fu uno dei comuni dell'Abruzzo ad essere designato dalle autorità fasciste come luogo di internamento civile per profughi ebrei stranieri presenti in Italia. Gli internati furono 19, uno dei gruppi più numerosi nella provincia di Chieti. Dopo l'8 settembre 1943 e l'arrivo delle truppe tedesche, 14 di loro furono arrestati ai primi di novembre, condotti al campo di internamento di Bagno a Ripoli e da lì deportati e uccisi ad Auschwitz. Solo 5 di loro riuscirono a evitare la cattura. Dopo aspri combattimenti che interessarono le zone circostanti, il paese fu liberato dall'esercito neozelandese (2nd New Zealand Division) il 2 dicembre 1943.
Negli anni a seguire il paese si è sviluppato a valle, lungo la via Nazionale e nell'area pianeggiante, con piccole attività industriali e artigianali.

### Simboli
Stemma

Lo stemma è stato riconosciuto con DPCM del 11 novembre 1950.
Gonfalone
Il gonfalone è stato concesso con DPR
del 1º dicembre 1952.

## Monumenti e luoghi d'interesse

### Architetture religiose

#### Chiesa parrocchiale di Santo Stefano protomartire

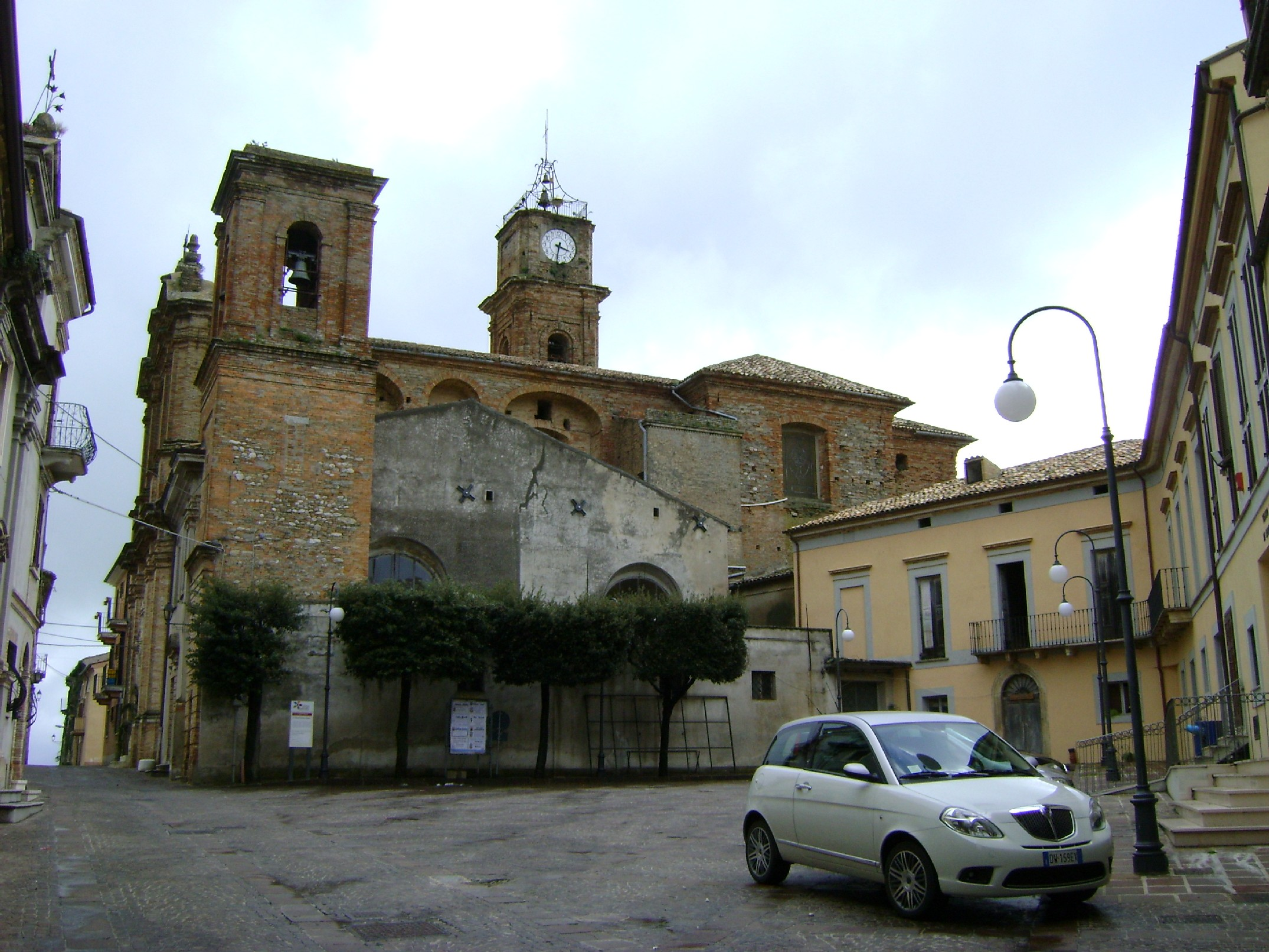
Piazza Caporali e fianco laterale della chiesa collegiata di Santo Stefano

La chiesa arcipresbiteriale di Santo Stefano protomartire è la chiesa madre del paese. Il primo tempio fu costruito tra la fine del XIII secolo e gli inizi del XIV secolo. In seguito alla crescita demografica di Castel Frentano e allo stato di degrado in cui vigeva la chiesa, si rese necessaria la costruzione di un nuovo luogo di culto. Nella seconda metà del Settecento la chiesa fu ricostruita in stile neoclassico, a navata unica con sei cappelle laterali, decorata all'interno da sobri stucchi di Vincenzo Ciampoli, noto decoratore originario di San Vito Chietino. All'interno è custodito un organo Barocco opera del Veneziano Gennari e le pale d'altare opera di Eliseo De Luca e Giuliano Crognale.

#### Chiesa del Santissimo Rosario
L’antica chiesa del Santissimo Rosario, sede dell’omonima arciconfraternita, fondata nel 1581, fu riedificata nella seconda metà del Settecento con l’attigua chiesa parrocchiale di Santo Stefano protomartire per opera di maestranze ticinesi. Si affaccia su piazza Caporali. Fu decorata nel 1824 da Giuliano Crognale, pittore "per diletto" e autore di diverse altre opere in chiese del territorio frentano. L’intervento di restauro, degli oltre ottanta metri quadrati di affreschi è costato cinquantamila euro, ed è stato finanziato dal fondo benefico Anthony Campitelli, ed è stato inaugurato il giorno 24 febbraio 2017.

#### Santuario di Santa Maria della Selva o santuario della Madonna dell'Assunta
La chiesa di Santa Maria della Selva è anche conosciuta anche come chiesa della Madonna dell'Assunta, si trova nella periferia di Castel Frentano, verso il cimitero. La prima costruzione risale al XV secolo, ma oggi se ne ha traccia solo nelle fondamenta in laterizio, nel portale laterale in pietra, e in una statua lignea della Vergine Maria. Agli inizi del XVIII secolo, la chiesa fu completamente ricostruita in stile barocco. Nel 1822, al santuario fu concessa l'Indulgenza plenaria da Papa Pio VII la quale è possibile lucrare passando sotto il portone principale del santuario, dopo aver ricevuto i sacramenti della confessione e della Comunione, dai primi vespri del giorno 14 agosto fino a tutta la giornata del 15 agosto, giorno dell'Assunzione di Maria al cielo. I principali pittori intervenuti per la decorazione del tempio sono Giuliano Crognale (pittore castellino), Donato Teodoro (pittore teatino), Francesco Solimena (pittore campano) ed Eliseo De Luca.

#### Chiesa di San Rocco

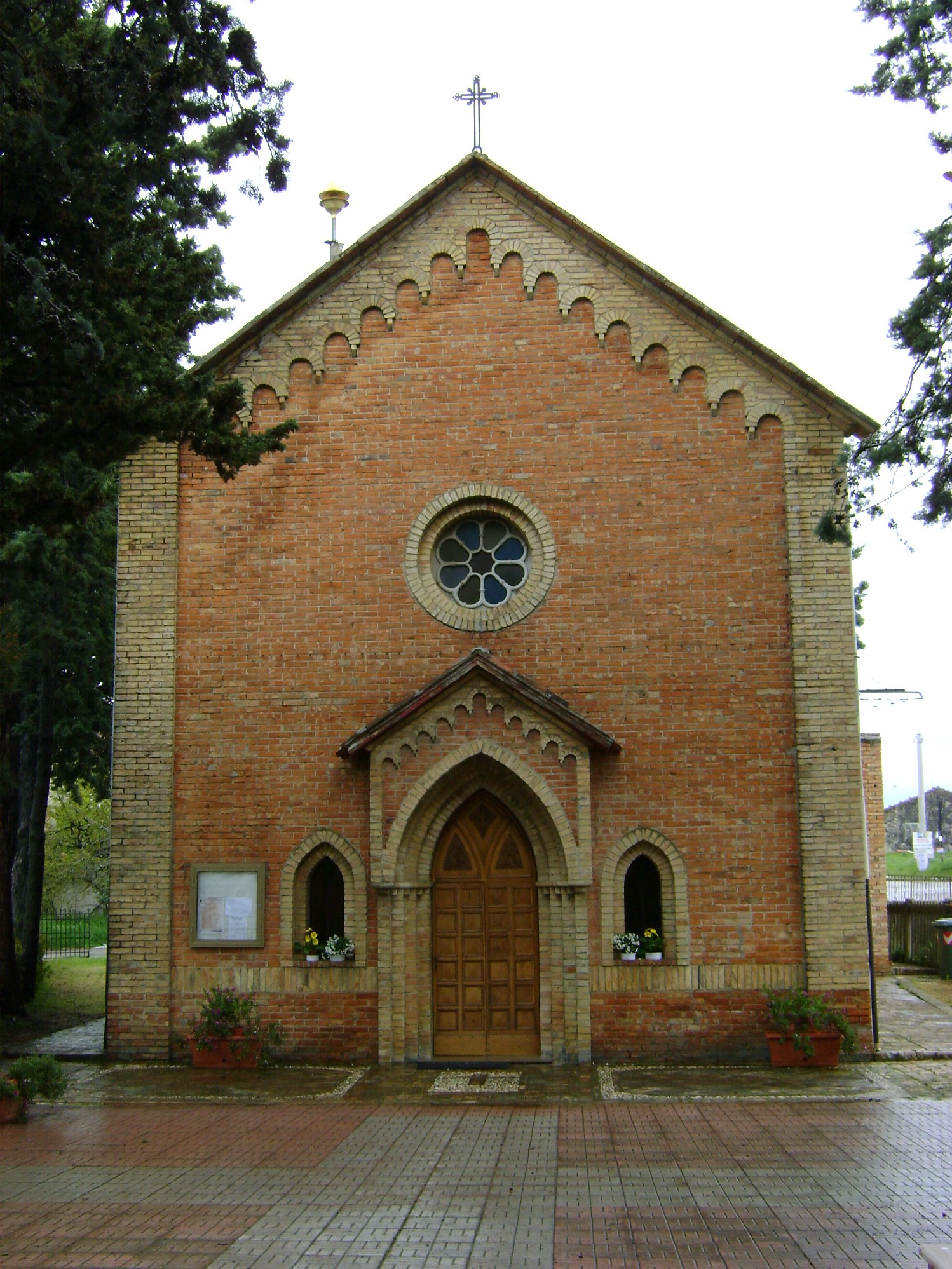
Facciata della chiesa di San Rocco

La neoromanica chiesa di San Rocco si trova nell'omonima contrada castellina (viale Sallustio), a pochi chilometri dal centro. Fu costruita nella seconda metà del XVII secolo e ristrutturata nel XX secolo. Dietro la chiesa si trova una bellissima fontana, costruita nel 1977. La facciata è caratterizzata da uno splendido portale, affiancato da due finestre e sovrastato da un rosone. L'interno presenta un soffitto decorato a cassettoni.

#### Altre chiese
- Chiesa del Monte dei morti e Purgatorio; seconda chiesa annessa alla chiesa parrocchiale di Santo Stefano, con facciata rivolta su via Garibaldi, e accesso da via Torrione. La chiesa risale al XVI secolo e fu usata come cimitero della Confraternita. A metà '800 fu ampliata con una nuova navata e un campanile. L'interno ha affreschi di Vincenzo Ronzi da Penme, di pregio la staeua della Madonna del Purgatorio e il corredo funebre per la processione del Venerdì santo.
- Chiesa della Santissima Trinità; cappella privata del palazzo Vergilj, affacciata su piazza Raffaele Caporali, del XVIII secolo. Ha navata unica con un quadro centrale della Trinità, altre tele, altare in scagliola e il busto di San Nicola. Conserva il corpo di don Iginio Vergilij vicario del vescovo di Lanciano.
- Chiesa della Immacolata Concezione; lungo il corso Roma, all'incrocio con via contrada San Vincenzo, è del XVIII secolo originariamente col titolo di san Giorgio; fu rifatta totalmente  a tre navate nel XIX sec.dai proprietari Lanza-Silverj che me hanno il diritto di patronato. La chiesa ha la facciata in stile neoclassico, con la lunetta del portale in maiolica lancianese moderna che illustra l'Annunciazione a Maria. L'interno molto semplice ha di interesse la statua della Madonna nella nicchia centrale.

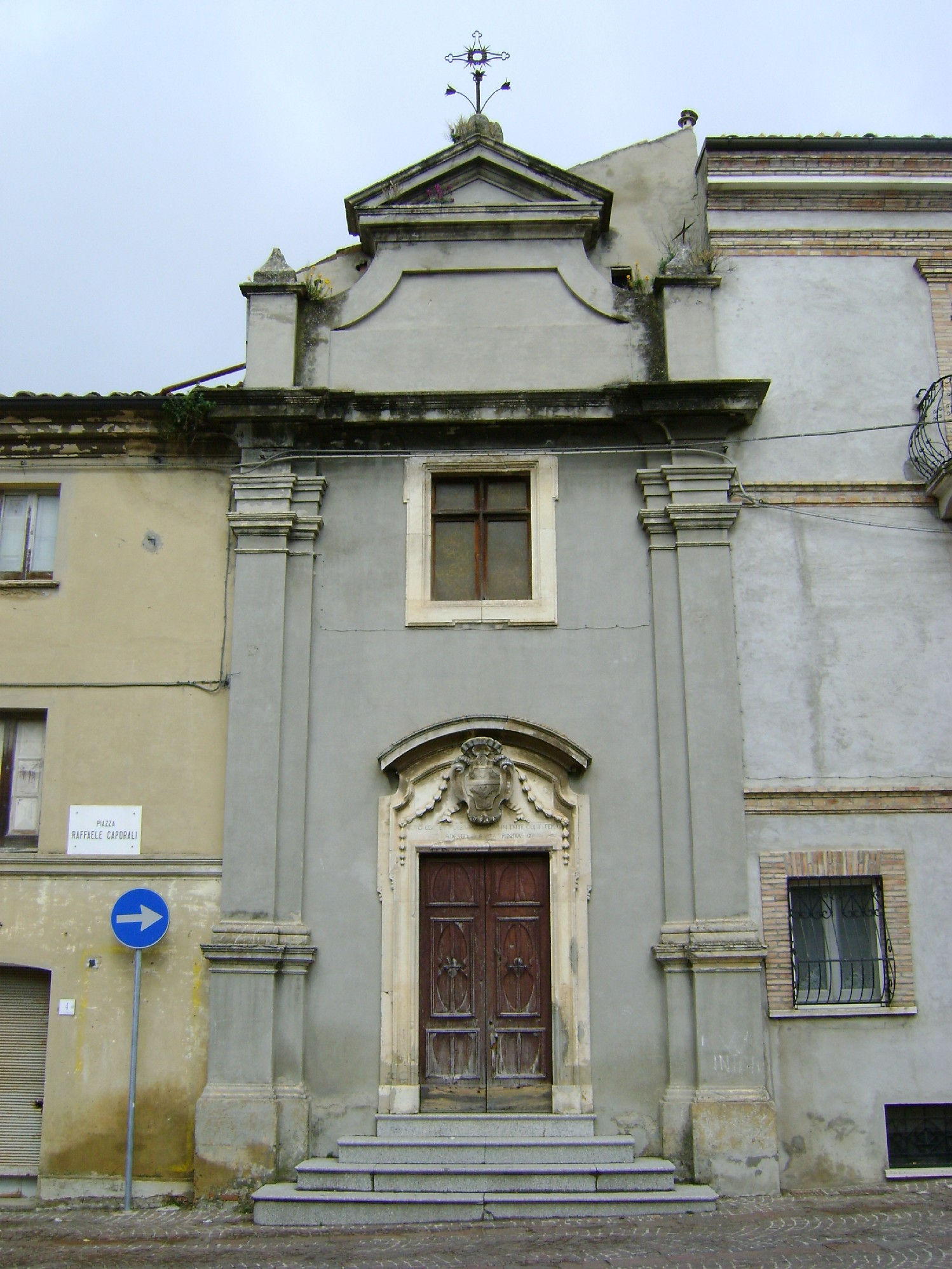
Chiesa della Trinità

- Chiesa della B.V.M. del Buonconsiglio; facente parte di un convento dei frati Osservanti fondato nel 1853, andato distrutto nel 1943, di cui restano ruderi, si trova lungo viale Sallustio. La facciata originaria, alla tipica maniera dei conventi dei Cappuccini, era neoclassica, a causa dei bombardamenti della seconda guerra mondiale è stata ricostruita.
- Chiesa della B.V.M. delle Grazie in stile eclettico; situata in questa strada omonima in località Trastulli, detta anche Madonna dei Miracoli. Della chiesa antica a data distrutta per incuria, resta la statua  presso la cappella  di villa Cavacini.
- Chiesa di Maria Santissima Addolorata, situata all'interno del palazzo Cavacini in Via Assunta.

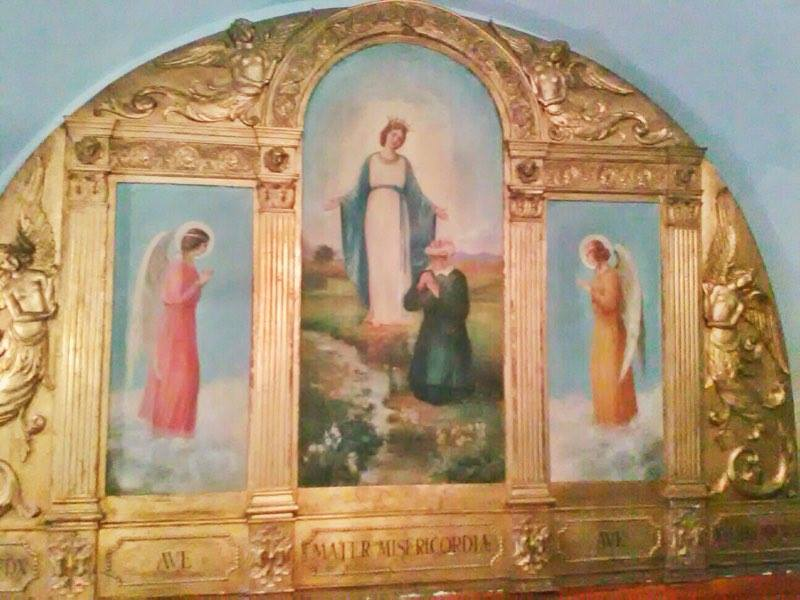
Trittico della Misericordia presso la cappella dell'asilo Caporali

- Cappella della scuola materna "A.R.Caporali" dedicata a Nostra Signora della Misericordia di Savona. Risale al 1920, ospita un quadro dell'Orazione di Cristo nell'orto, e un trittico di Francesco De Nicola che illustra la Madonna della Misericordia.
- Chiesa di San Vincenzo; situata nella contrada omonima.

### Palazzi e mura difensive con bastione

#### Palazzo Vergilij
Il palazzo Vergilij si trova nella parte terminale di un isolato sito a sua volta tra due piazze (il Largo Vergilij e Piazza Raffaele Caporali) oltre che da una stradina. Utilizzato come residenza attualmente, in parte è disabitato. Il palazzo fu costruito verosimilmente nel XVII secolo per il barone Vergilij sopra una preesistente costruzione. Dal catasto onciario risulta già costruito nel 1752 formato da più quarti. L'edificio si compone di tre livelli. La facciata principale è caratterizzata dall'elevato pian terreno con muri a scarpa. Il portale è caratterizzato da un arco a tutto sesto. Un'altra apertura, sempre sul pian terreno, presenta un arco a sesto ribassato. Al primo piano, sopra l'ingresso, vi è un balcone poggiante su mensole su cui si accede tramite delle finestre architravate, al piano superiore si ripete lo stesso tipo di finestre, di cui l'ultima mostra un interasse superiore alle altre. Il prospetto su Piazza Raffaele Caporali presenta una cornice marcapiano che suddivide il pianterreno dai piani superiori. Sulla piazza vi sono quattro ingressi e due finestrelle, di cui quella inferiore è ad arco ribassato ed all'ultimo piano vi è un balconcino poggiante su mensole. L'ingresso principale immette in un piccolo cortile cinquecentesco in cui vi sono un loggiato con due arcate sovrapposte e un pozzo del 1500. Al palazzo è annessa una bellissima cappella gentilizia dedicata alla SS.ma Trinità dove si possono ammirare ancora le opere d'arte in essa custodite e che conserva da 400 anni il corpo incorrotto di Monsignor Igino Vergilj. (Questa chiesa viene aperta solamente durante le feste estive che interessano il centro storico ed in particolari occasioni).

#### Palazzo Crognale (palazzo marchesale)

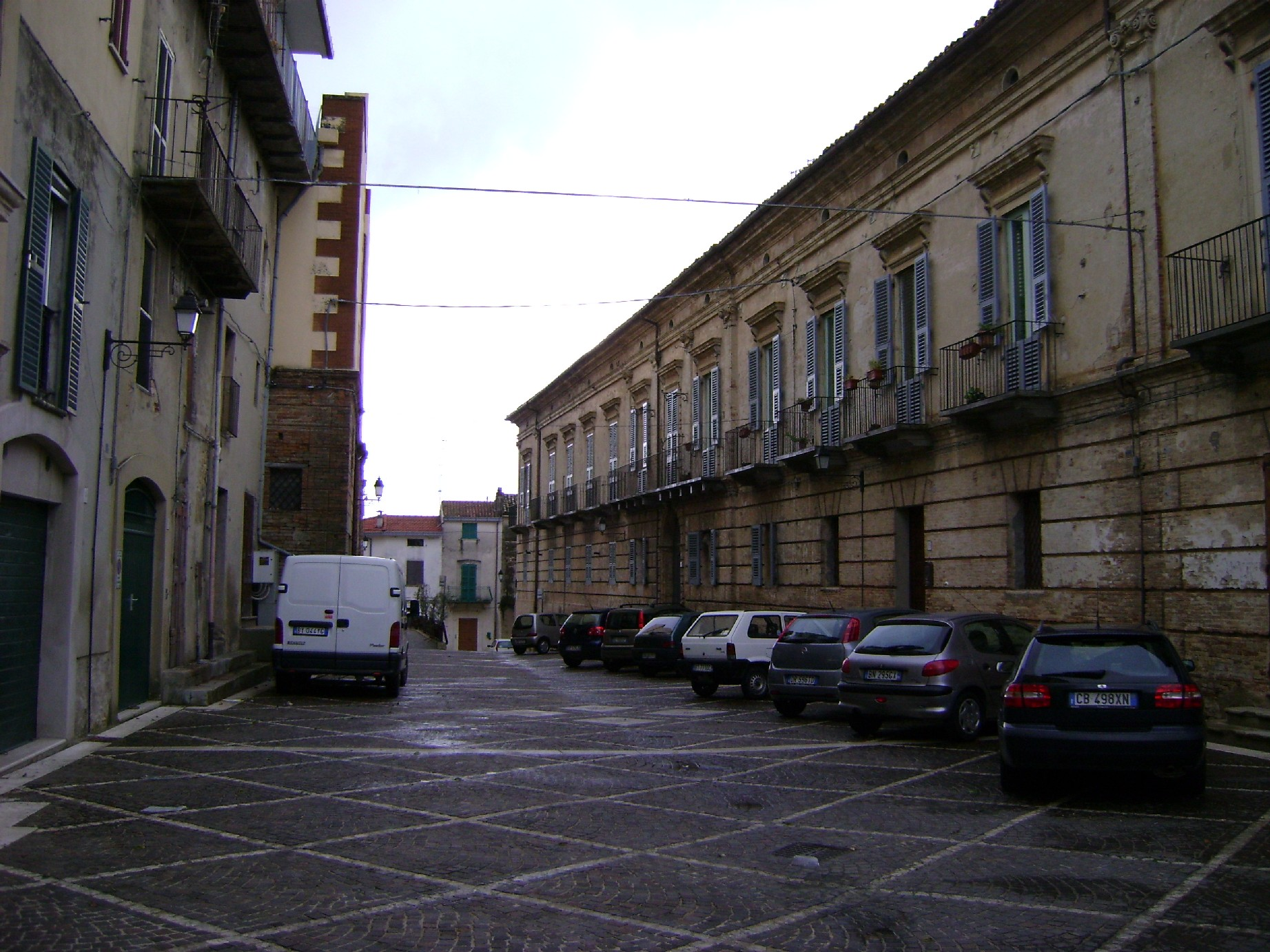
Piazza Crognale e palazzo marchesale, e vecchia sede del Municipio

Il Palazzo Crognale è uno tra i palazzi marchesali di Castelfrentano. È sito in piazza Giuliano Crognale. Creato per essere la residenza della famiglia dei marchesi Crognali, oggi è in parte abitato. La costruzione risale tra la fine del XVIII e l'inizio del XIX secolo. Negli anni sessanta fu abbattuto in parte dello scalone d'onore. La facciata è a tredici assi. Il palazzo si compone di due piani più seminterrato e soffitta. È completamente realizzato in laterizio intonacato. Il piano terra è realizzato con delle bugne in cui si aprono delle finestre. Il piano superiore è composto di una cornice modanata sorretta da mensole e delle paraste con capitelli decorati con volute e motivi floreali, inoltre tre aperture sono inquadrate da paraste. La facciata e l'interno del palazzo sono in stile vanvitelliano.

#### Palazzo Cavacini

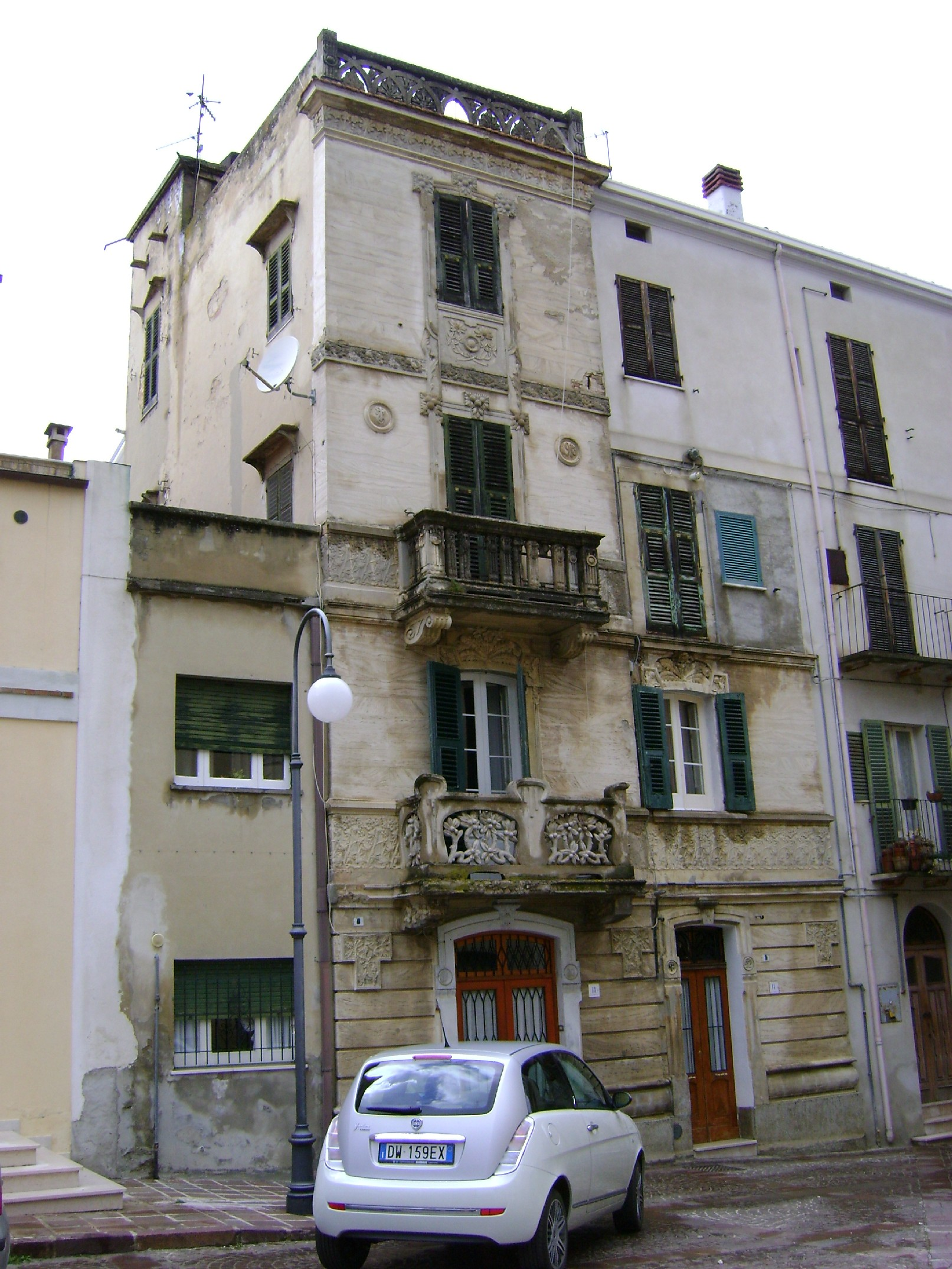
Palazzo Caporali, nella piazza omonima

Trattasi di un palazzo signorile composto da due corpi di fabbrica disposti a forma di "L". È sito nel centro storico tra Corso Garibaldi e Corso Torrione. La costruzione risale al XVIII secolo; fu ristrutturato dopo la frana del 1881. Agli inizi del 1900 fu realizzato il corpo di fabbrica su Corso Torrione. Il lato su Corso Torrione è caratterizzato da un giardino pensile. Il lato di Corso Garibaldi è composto su tre livelli. Una cornice marcapiano suddivide il pianterreno dai piani superiori. Nell'ultimo piano vi sono due vani con finestre che si affacciano sullo stesso balcone sostenuto da varie mensole modanate. All'interno vi sono il salone di rappresentanza interamente affrescato con soffitto tripartito a volte a padiglione poggianti su travi di legno (la volta centrale consta di un affresco raffigurante il sorgere del sole) e la cappella di famiglia che anticamente custodiva la statua di san Giuseppe in essa sono presenti gli stemmi dei Crognale (un leone rampante appoggiato all'albero di corniolo) e dei Vergilij (tre stelle e tre gigli), rappresentante un legame di parentela fra le due casate, ed un affresco rappresentante l'Assunzione della Madonna attribuito a Giuliano Crognale.

### Palazzo della scuola materna A.R.Caporali
L'asilo infantile Antonio e Rosina Caporali, venne fondato nel 1915 dalla signora Rosina Corrado Caporali, la quale in seguito alla morte dell'unico figlio creò l'Asilo e dedicò tutte le sue meravigliose attività al bene dei bambini poveri. L'Asilo porta i nomi di Rosina e Antonio Caporali in omaggio alla Fondatrice. La scuola materna nasce dall'unificazione di due nuclei abitativi seicenteschi situati in via della rosa, nel centro storico del paese.
I locali dell'Asilo furono generosamente ceduti a prezzo molto agevolato dal marchese Vincenzo Paolucci Crognali nel settembre 1921. Questi locali, da deficienti per cubatura e per luce divennero ampii, luminosi e forniti di riscaldamento con termosifone per esclusivo merito dell'avvocato Beneamino Cavacini che non ebbe limiti nel beneficare la filantropica opera.
Hanno prestano servizio, per molti anni, presso l'Asilo Caporali, le suore Figlie di Nostra Signora della Misericordia di Savona. Oltre prestare il loro contributo di religiose per la Parrocchia, di educatrici all'Asilo, le suore aprirono una scuola di taglio e cucito per le ragazze del paese. Di questi preziosi manufatti si conservano ancora dei paramenti liturgici, oltre i corredi da sposa delle castelline non più giovani.
All'istituto è annessa una decorata cappellina dedicata a N.S. Della Misericordia di Savona, restaurata nel 2015 in occasione del Giubileo della misericordia indetto da papa Francesco e del centenario della fondazione dell'istituto, dove figurano vari quadri artistici: un dipinto originale della scuola napoletana del 1700 Opera di Paolo de Maio rappresentante la Madonna in atto di Preghiera, un quadro ad olio riconducente Gesù all'Orto del celebre Teofilo Patini ed il trittico la Madonna della Misericordia cogli angeli, dipinto originale del valente abruzzese Francesco De Nicola insegnante nell'istituto di Belle Arti a Napoli. La cornice del trittico è di grande pregio artistico e di valore per essere scolpita in legno dallo Scolpelli ed indorata dallo Scoppa, entra tra gli artisti più rinomati di Napoli.

#### Mura difensive con bastione
Sono site in Piazza Crognale. Furono costruite verosimilmente nel XIV secolo e sono state inglobate in edifici. Il tratto di muratura in questione è realizzato in pietra e mattoni disposti irregolarmente. Uno dei palazzi ingloba uno dei bastioni delle mura difensive che termina con merlatura.

### Parchi

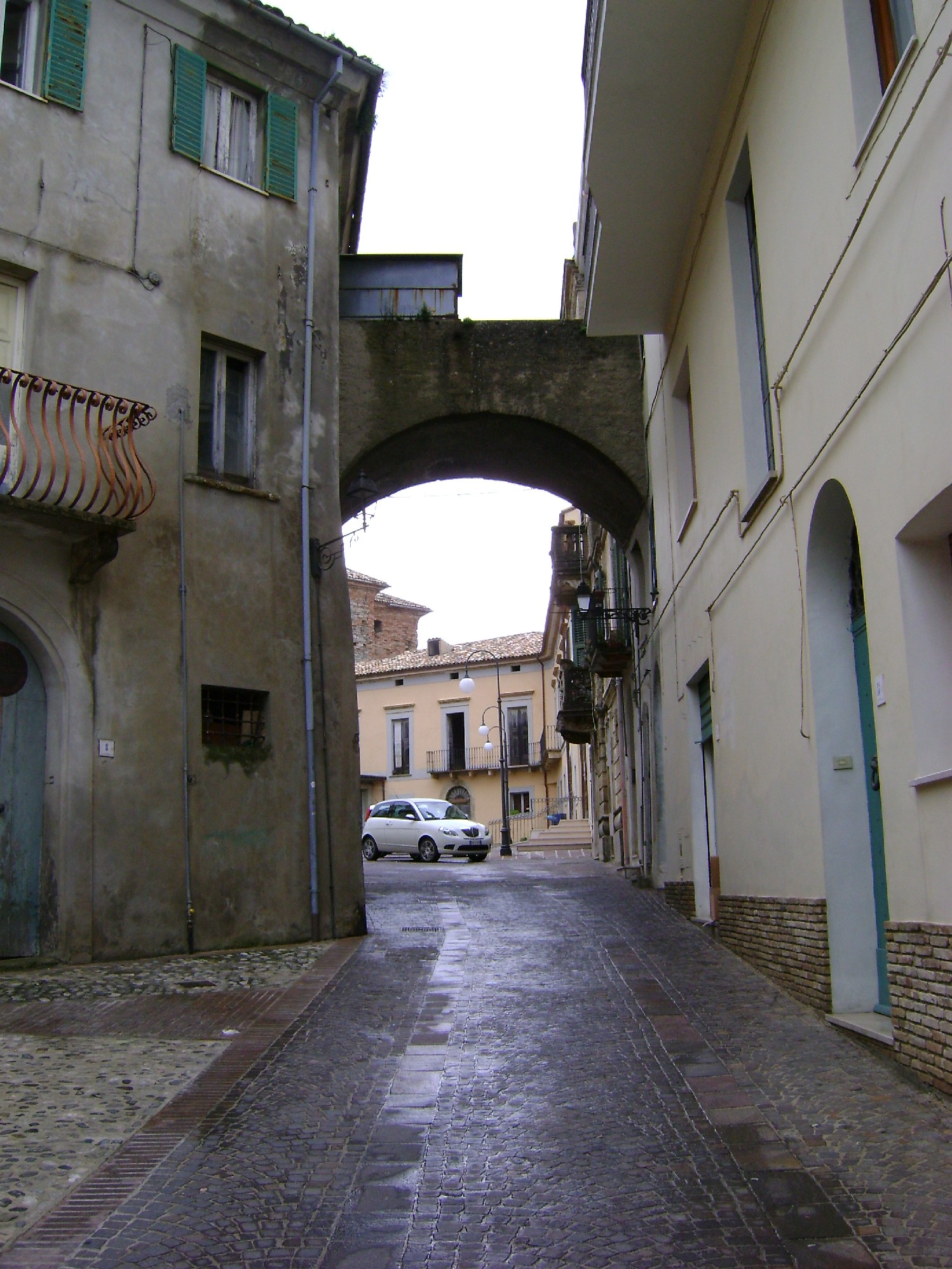
Largo Vergilj, ingresso ad arco al centro medievale

#### Villa comunale "Sen. Errico D'Amico"
La villa comunale è situata lungo via Nazionale. All'interno si trovano il monumento ai caduti, una grande colonna cilindrica su piedistallo, visibile a km di distanza, con in cima la scultura bronzea dell'aquila della Vittoria, con inciso sul piedistallo di base tutti i nomi dei morti nelle principali guerre e una scultura realizzata dai ragazzi dell'Istituto Comprensivo per celebrare i 150 anni dell'unità d'Italia.
In data 10 giugno 2015 è stata intitolata alla memoria del senatore Errico D'Amico.

#### Parco giochi dell'Assunta
Di recente ristrutturazione, si trova a pochi metri dalla chiesa di Santa Maria della Selva.
Vicino al cimitero di Castel Frentano.

### Belvedere "Antonio e Rosina Caporali"
Si tratta di un caratteristico terrazzino panoramico situato nel centro storico in via della Rosa, ricavato dal basamento di un bastione difensivo recuperato durante i lavori di manutenzione del palazzo della scuola materna A.R.Caporali a fianco del quale si trova un altro giardino che si affaccia sulla piazzetta del largo chiesa, dedicato all'architetto italo-americano Anthony Campitelli.

## Società

### Evoluzione demografica
Abitanti censiti

### Etnie e minoranze straniere
Al 31 dicembre 2017 gli stranieri regolarmente residenti nel comune di Castel Frentano erano 195. I principali gruppi etnici presenti sono:
1. Romania, 51
2. Albania, 37
3. India, 30
4. Argentina, 10
5. Polonia, 9
6. Repubblica Dominicana, 8
7. Regno Unito, 7

### Tradizioni e folclore
Il 3 agosto si celebra la festa patronale di santo Stefano.

## Cultura

### Istruzione
Attualmente a Castel Frentano la più grande istituzione scolastica è "L'Istituto Comprensivo" che riguarda l'Asilo in Via San Rocco, le Scuole Primarie e le Scuole Medie Inferiori di Castel Frentano (Scuola Eduardo Di Loreto) e di Sant'Eusanio del Sangro. A Castel Frentano le Scuole sono ubicate in Via Cavalieri di Vittorio Veneto.
Oltre a questa istituzione c'è l'Asilo infantile "Antonio e Rosina Caporali" in Via della Rosa e l'Asilo Nido "Primavera" in Via Fonte Proficie.
Inoltre nel paese è presente la più antica scuola materna d'Abruzzo e tra le più prestigiose d'Italia, fondata nel 1915 e tuttora in attività, chiamata: "Scuola Materna Antonio e Rosina Caporali" situata in uno splendido palazzo con giardino pensile e annessa cappella nel cuore del centro storico.

#### Biblioteche
- Biblioteca Comunale la quale conserva il "Fondo Scioli" donato dal Prof.re Michele Scioli a tutta la comunità.
- Archivio parrocchiale il quale conserva registri dal XVI secolo in poi.

#### Musei
- Museo Civico Archeologico[21]

### Letteratura
- Parte del romanzo Silenzio si vive di Enzo Muzii è ambientata presso villa Cavacini a Castel Frentano.
- Negli anni settanta il maestro Antonio Allegrini in collaborazione con la RAI girò un cortometraggio dal titolo "Quando la donna vuole Castel Frentano".

### Teatro
- Teatro comunale "Di Loreto-Liberati", situato in piazza Caporali.

### Cucina

#### Il Bocconotto

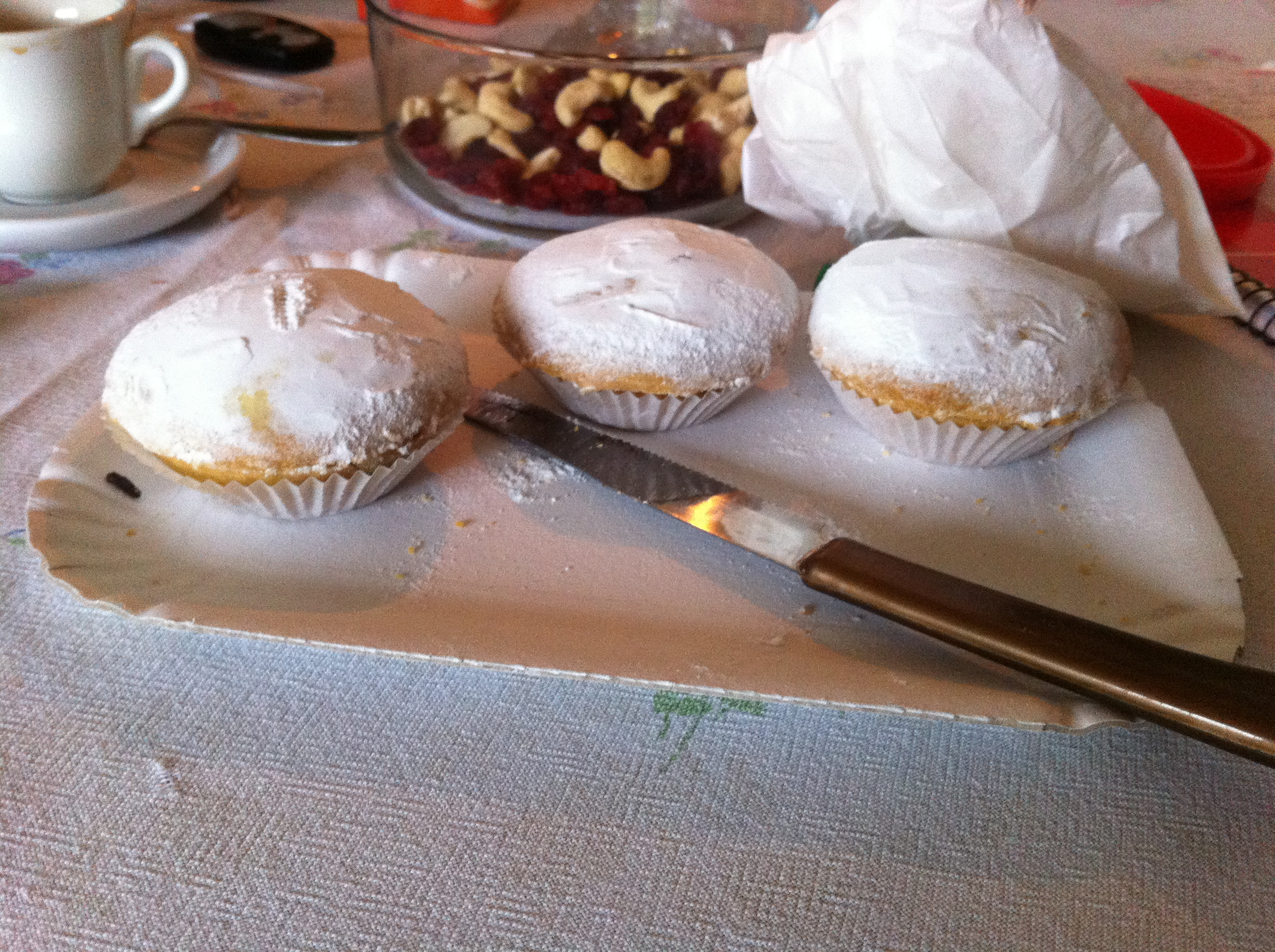
Bocconotti di Castel Frentano, dolce tipico

Il Bocconotto di Castel Frentano, detto anche Bocconotto castellino, è un dolce la cui produzione tipica appartiene all'omonimo comune teatino e più generalmente all'area frentana, anche se a seconda della località la ricetta può subire variazioni agli ingredienti utilizzati, alla procedura di realizzazione o alla forma stessa del dolce. Consiste in una tartelletta di pasta frolla di forma troncoconica rovesciata preparata con olio extravergine d'oliva, farcita con una crema compatta a base di cioccolato fondente, mandorle e cannella. Quando la pasta frolla assume un bel colore dorato in seguito alla cottura, viene ricoperta da un abbondante strato di zucchero a velo. La prima menzione ufficiale del Bocconotto si trova nel Vocabolario Abruzzese di Domenico Bielli: Buccunotte: pasticcino di forma rotonda con ripieno di miele, crema, cioccolata, panna montata o altro. L'origine di questo dolce risale probabilmente ai primi anni del Novecento, anche se la tradizione popolare attribuisce l'origine del pasticcino tra la fine del Settecento e l'inizio dell'Ottocento, quando in Europa si iniziò a diffondere il cacao. Originariamente il Bocconotto si poteva trovare solo sulle tavole delle famiglie nobili; solo agli inizi del Novecento si diffuse tra la gente comune. Proprio per questa tradizionale produzione, Castel Frentano è definita città del Bocconotto, come ricordato dai cartelli di benvenuto all'entrata e uscita dal paese.

## Geografia antropica
L'antico centro storico si trova su un colle che domina la vallata, la cui parte orientale è semifranata a causa del terremoto di Orsogna del 1881, lasciando crollare le abitazioni, oggi vi è uno slargo, lungo via della Rosa: piazza Di Loreto Liberati. Le piazze principali, salendo da via Orientale e da Piazza Crognale col palazzo marchesale, sono Larho Vergilj con l'arco, affiancato dal palazzo della storica scuola elementare, e poi Piazza Caporali, dove si trovano la biblioteca col teatro comunale e il fianco della collegiata di Santo Stefano. Continuando per via Garibaldi, si scende a sud-est del centro lungo via San Giorgio, immettendosi in corso Roma.
Questo si è sviluppato negli anni 20 del Novecento, ricalcando l'attuale strada statale 84 che da Lanciano porta a Guardiagrele. Lo stradone parte dalla zonela orientale Fonte Barile, dove si trova la chiesa di San Rocco, e prosegue sino al corso vero e proprio lungo viale Sallustio, dove si trova la chiesa del Buonconsiglio, sino al piazzale della chiesa di San Vincenzo, avendo costeggiato il parco comunale.
Il corso nella zona centrale è abbellito dal palazzo dei portici, sede del nuovo Municipio, accessibile da via san Giorgio, e da altri palazzi, vi sono altri accessi al centro storico, viale Umberto I e via San Camillo de Lellis con via del Torrione. Infine il corso termina nella zona residenziale moderna, sviluppatasi lungo via Vittorio Veneto e via De Gasperi, con il campo sportivo e la scuola media, lungo la strada che porta al santuario di Santa Maria Assunta.

### Frazioni

#### Colle Sant'Onofrio

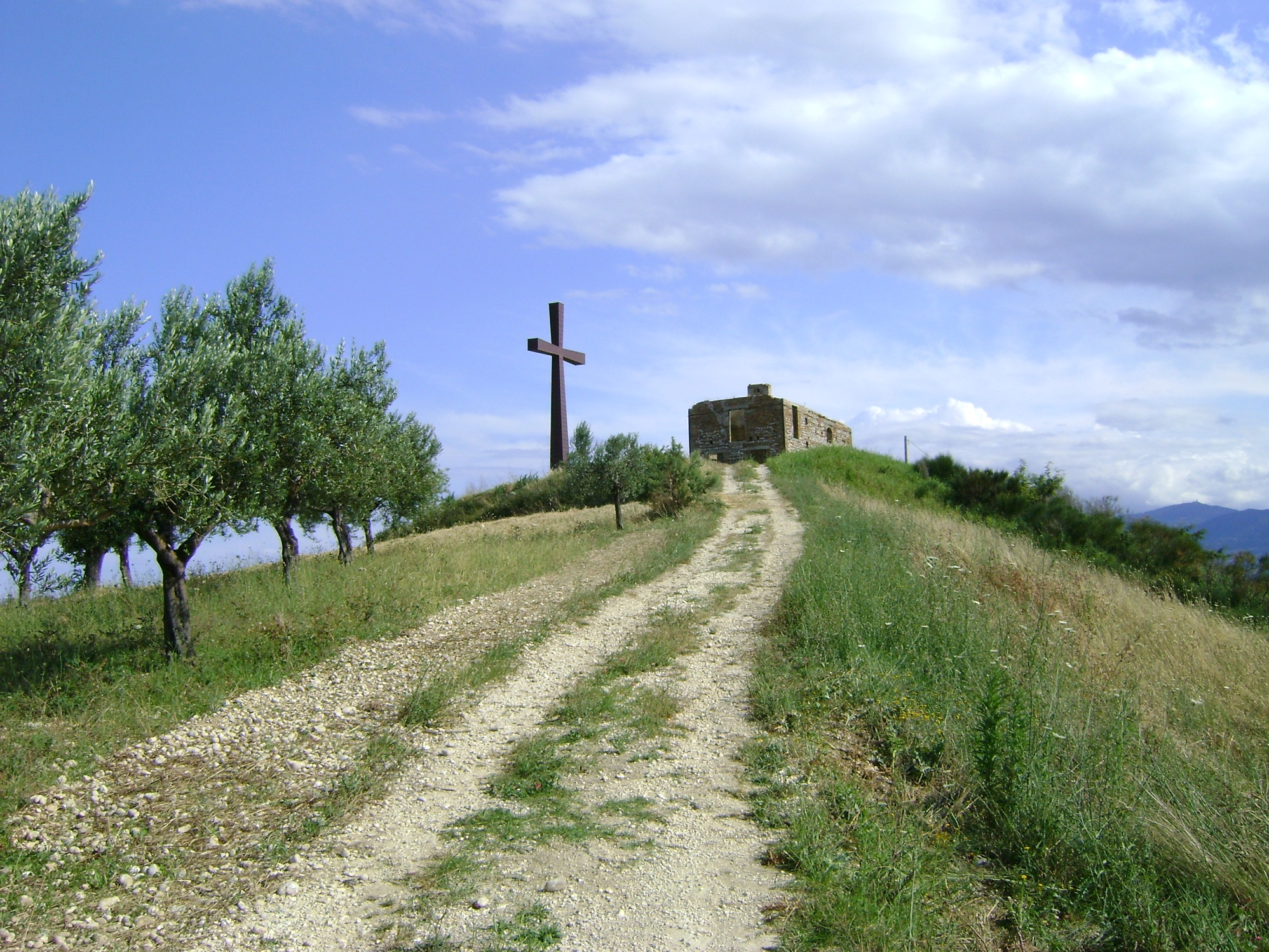
Sant'Onofrio, colle della chiesa vecchia

Colle Sant'Onofrio si trova al confine con Lanciano, contrada Cotti e Castello di Sant'Eusanio del Sangro e Pietragrossa-Rizzacorno di Castel Frentano. La frazione è giuridicamente di Lanciano ma è legata al territorio di Castel Frentano. Il colle è una delle frazioni più grandi della zona e tra le più ricche economicamente per via di produzione di olio d'oliva e vino. La frazione è meta di pellegrini per la chiesa parrocchiale di Sant'Onofrio costruita, sulla piana,negli anni 60 in sostituzione del romitorio precedente, andato in rovina, in cima al colle, sovrastato da una gigantesca croce visibile a km di distanza.

#### Crocetta
La frazione di Crocetta si trova a 3 km circa dal paese in direzione Guardiagrele. La frazione in passato era attiva per la presenza di una fornace di mattoni. Essa fu bombardata durante la seconda guerra mondiale, ricostruita e poi fallita nella seconda metà del XX sec. Nella frazione è presente ancora la ex stazione ferroviaria dell'antica linea della sagritana s. Vito chietino - Castel di Sangro. Questa linea é dimessa da anni.

### Trastulli
La frazione di Trastulli si trova in direzione Orsogna. Nella frazione è ubicata la chiesa della Madonna dei Miracoli, una chiesa del XX secolo. In essa si venera la Madonna dei Miracoli di Casalbordino apparsa nel XVI secolo a un contadino. È una delle poche chiese nella zona dedicate alla Madonna dei Miracoli di Casalbordino. Si celebra in questa chiesa ordinariamente il sabato sera la S.Messa prefestiva e la prima domenica di giugno si celebra la festa della titolare con le Sante Messe e la processione per le vie della frazione.

## Economia
Il paese si basa perlopiù su un'economia prettamente agricola. Molti campi coltivati nei dintorni del centro abitato forniscono un gran quantitativo di prodotti. Particolarmente è diffusa la produzione di vini, formaggi e la coltivazione del grano solina. Altro pilastro portante è il bocconotto, per cui il paese è molto conosciuto in tutta Italia e all'estero. Tra l'altro, essendo uno dei paesi più vicini a Lanciano, esiste molto pendolarismo tra i due centri. Altre attività economiche sono la tradizionale gastronomia ed il turismo culturale consolidato da gruppi di turisti che d'estate arrivano nel paese attratti dalla stagione Lirica e dalle feste estive. Tra le attività economiche tradizionali, diffuse e rinomate vi sono quelle artigianali, come la tessitura finalizzata alla realizzazione di prodotti tradizionali di lino e di cotone ed il ricamo ad uncinetto e ad intaglio.

## Amministrazione
| Periodo        | Periodo        | Primo cittadino               | Partito                                                             | Carica  | Note                 |
| -------------- | -------------- | ----------------------------- | ------------------------------------------------------------------- | ------- | -------------------- |
| 23 aprile 1995 | 13 giugno 1999 | Domenico Sciascia             | Lista Civica di Centro                                              | Sindaco | [ 23 ]               |
| 14 giugno 1999 | 6 aprile 2009  | Emilio Nasuti                 | Lista Civica di Centro-destra (1999-2004) Lista Civica (2004-2009)  | Sindaco | [ 24 ] [ 25 ] [ 26 ] |
| 7 giugno 2009  | 25 maggio 2014 | Patrizia De Santis Ciarrapico | Lista Civica Polo castellino                                        | Sindaco | [ 27 ]               |
| 26 maggio 2014 | 09 giugno 2024 | Gabriele D'Angelo             | Forza Italia - Lista Civica di Centro-destraViviAmo Castel Frentano | Sindaco | [ 28 ]               |
| 9 giugno 2024  | in carica      | Mario Verratti                | Lista civica Castel Frentano al Centro                              | Sindaco | [ 1 ]                |